# 张安顺 (1965年)
张安顺（1965年4月—），男，山东平阴人，中华人民共和国政治人物。吉林工业大学（现并入吉林大学）机械一系焊接专业毕业，吉林大学商学院工商管理专业在职研究生学历。现任黑龙江省人大常委会党组书记、副主任。

## 生平
1986年3月加入中国共产党。1988年7月参加工作，历任一汽集团团委副书记，共青团吉林省长春市委副书记、书记，中共长春市委组织部副部长，中共长春市委常委、朝阳区委书记，长春市人民政府副市长；中共通化市委副书记、代市长、市长、市委书记等职。2008年，当选第十一届全国人大代表。
2011年4月获任中共吉林省委常委、延边朝鲜族自治州委书记。2016年2月，改任中共吉林省委秘书长、省直机关工委书记。
2019年12月，张氏调任中共黑龙江省委常委、政法委书记。2022年2月，接替王兆力任中共哈尔滨市委书记。2023年12月，升任中共黑龙江省委副书记，省委教育工委书记，不再兼任哈尔滨市委书记。
2025年1月16日，当选为黑龙江省第十四届人民代表大会常务委员会副主任。7月29日，升任黑龙江省人大常委会党组书记。8月，不再兼任中共黑龙江省委副书记，由时任黑龙江省委政法委书记刘惠接任。